# Атинска концертна зала „Мегарон“
Атинската концертна зала „Мегарон“ е място за концерти, културни събития и научни конференции в Атина, Гърция.
Основана е по идея на певицата Александра Трианти. Сградата се намира на кръстовището на булевард „Василиса София“ и улица „Петрос Кокалис“.
Проектирана е от Еманюел Вурекас и Елиас Скрубелос и започва да се строи през 1976 г. след съфинансиране от асоциацията „Приятели на музиката“ и гръцката държава. Смята се за едно от най-известните места в света за класическа и гръцка традиционна музика. Всяка година организацията на залата организира общо около 500 събития, като изпълнения на класическа музика, опера, театър, танци и др.
Сградата е в списъка на Европейската организация на центровете за симфонична музика.